# St. John (Kansas)
St. John es una ciudad ubicada en el condado de Stafford en el estado estadounidense de Kansas. En el año 2010 tenía una población de 1295 habitantes y una densidad poblacional de 275,53 personas por km².

## Geografía
St. John se encuentra ubicada en las coordenadas 38°0′4″N 98°45′40″O / 38.00111, -98.76111 (38.001029, -98.761045).

## Demografía
Según la Oficina del Censo en 2000 los ingresos medios por hogar en la localidad eran de $31,050 y los ingresos medios por familia eran $41,761. Los hombres tenían unos ingresos medios de $27,986 frente a los $23,152 para las mujeres. La renta per cápita para la localidad era de $17,889. Alrededor del 9.1% de la población estaban por debajo del umbral de pobreza.